# Assemblées de Dieu
Pour les articles homonymes, voir ADD.
Les Assemblées de Dieu (ADD) (anglais : Assemblies of God), officiellement l’Association mondiale des Assemblées de Dieu (anglais : World Assemblies of God Fellowship), sont une association internationale chrétienne évangélique d'églises pentecôtistes. En 2022, le mouvement regroupait 53 700 000 de membres répartis dans 190 pays.

## Histoire

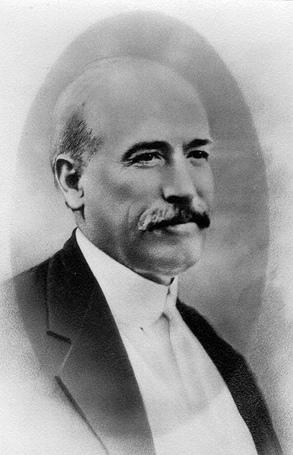
E. N. Bell, premier surintendant des Assemblées de Dieu.

L'histoire des ADD prend racine dans les débuts du réveil évangélique appelé pentecôtisme,. En 1901, le "Réveil de Pentecôte" commence dans le milieu méthodiste du « Mouvement de Sanctification » avec le pasteur américain Charles Fox Parham, à Topeka (Kansas)aux États-Unis, qui affirme la continuité dans l'Histoire chrétienne et la réalité actuelle de « l'expérience de Pentecôte », dite aussi «  baptême du (dans le) Saint-Esprit », doctrine essentielle qui donne son identité propre au pentecôtisme. Le 1er janvier 1901, après une première expérience de « parler en langue » (glossolalie) au Bethel Bible College de Topeka, dans l’État du Kansas, Parham théorise aussi le fait que ce don est un des signes majeurs du baptême du (ou dans le) Saint-Esprit. Plusieurs camps de prière seront organisés sous sa direction. C’est ainsi que le "Mouvement de la Foi Apostolique" (selon une appellation originale basée sur le titre de publications de Parham) se développe au Missouri, au Texas, en Californie et ailleurs. Il se poursuit lors du Réveil gallois de 1904-1905 avec les évangélistes (proclamateurs publics de l’Évangile) pentecôtistes Jessie Penn-Lewis et Evan Roberts. Puis en 1906, le Réveil d'Azusa Street prend place dans le centre-ville de Los Angeles sous la conduite du pasteur baptiste William Joseph Seymour,.
À partir de 1911, de nombreux ministres blancs affiliés à l’Église de Dieu en Christ ont manifesté leur insatisfaction de la direction afro-américaine. En 1913, 353 ministres blancs ont formé une nouvelle Église, qui donnait ses propres accréditations, bien qu’utilisant toujours le même nom (Église de Dieu en Christ). En avril 1914, des dirigeants pentecôtistes de différentes confessions, dont le pasteur E.N. Bell de la mission de la Foi Apostolique, ont appelé les assemblées de l’Église de Dieu en Christ ainsi que les assemblées de foi pentecôtistes et apostoliques à s'unir pour coopérer dans la mission. Environ 300 pasteurs et laïcs venant de 20 États et de pays étrangers se sont ainsi rencontrés lors d'une Assemblée Générale à Hot Springs (Arkansas), aux États-Unis,,. Si cette Assemblée Générale n'a pu à l'époque former un conseil ecclésiastique mondial pentecôtiste (surtout du fait que le pentecôtisme hérite du baptisme une conception claire de l'autonomie des églises locales ou congrégationalisme), la communauté restante qui a émergé de la réunion a constitué de suite le "Conseil Général des Assemblées de Dieu aux États-Unis d'Amérique" (General Council of the Assemblies of God in the United States of America). Dès 1914, 27 missionnaires américains ont été envoyés à l'étranger et ils étaient 250 en 1925 . Avec le temps, des confessions autonomes ont été formés dans plusieurs pays à travers le monde, provenant soit de mouvements pentecôtistes locaux soit des missions du Conseil Général des Assemblées de Dieu aux États-Unis. En 1916, la Déclaration de vérités fondamentales des Assemblées de Dieu est officiellement publiée et adoptée par les Assemblées de Dieu des États-Unis.
Incorporée lors de la ségrégation raciale en place dans le Sud des États-Unis, l'Église a interdit l'ordination des ministres afro-américains de 1939 à 1962,. Les Afro-américains demandant une ordination étaient référés à l'Église de Dieu en Christ.
En Europe, l’Église des Assemblées de Dieu de France s’est développée en France à la suite des prédications de l’évangéliste pentecôtiste anglais  Douglas Scott et du pasteur danois Owe Falg qui ont commencé en 1930. Au Havre en 1932, la dénomination a été fondée.
En Afrique, le Conseil général des Assemblées de Dieu Nigeria a ses origines dans l’église Nigerian Church of Jesus Christ et un partenariat avec les Assemblées de Dieu des États-Unis en 1934 . Le conseil a été fondé en 1964 .
C'est en juillet 1988 que diverses Assemblées de Dieu dans le monde ont créé à Springfield (Missouri), aux États-Unis, un conseil général et international pentecôtiste dénommé officiellement "l’Association Mondiale des Assemblées de Dieu" (World Assemblies of God Fellowship).

## Statistiques
Selon un recensement de l’association d’églises en 2022, elle aurait 367,398 églises et 53,700,000 membres dans le monde .

## Organisations affiliées

### WAGFMC
La WAGF Missions Commission (WAGFMC) est l’organisation missionnaire de l’union .

### WAGRA
La World Assemblies of God Relief and Development Agency (WAGRA) soutient des projets d’aide humanitaire.

## Écoles

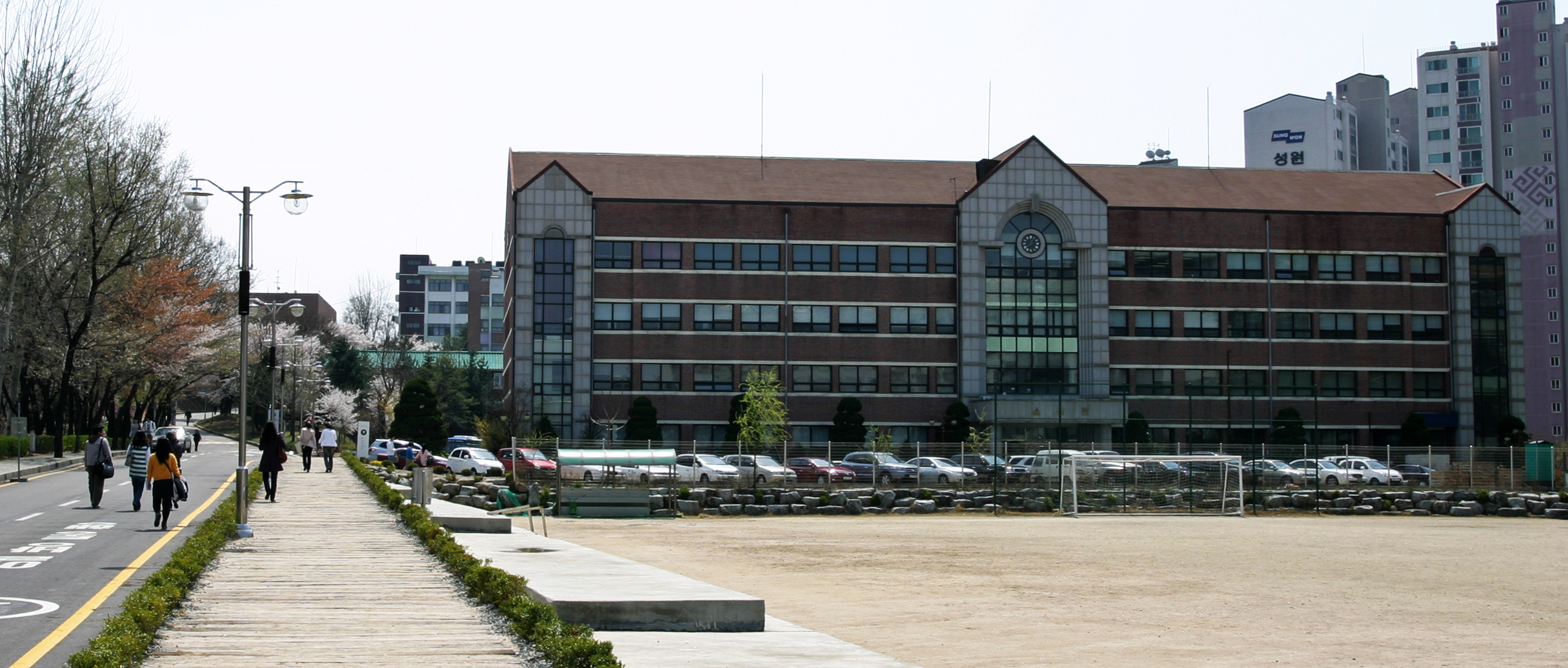
Campus de l'Université Hansei à Gunpo, Corée du Sud, affiliée à Yoido Full Gospel Church.

Les ADD possèdent aussi de nombreuses écoles privées (maternelles, primaires et secondaires), des universités privées ainsi que des facultés et instituts de théologie,.

## Croyances

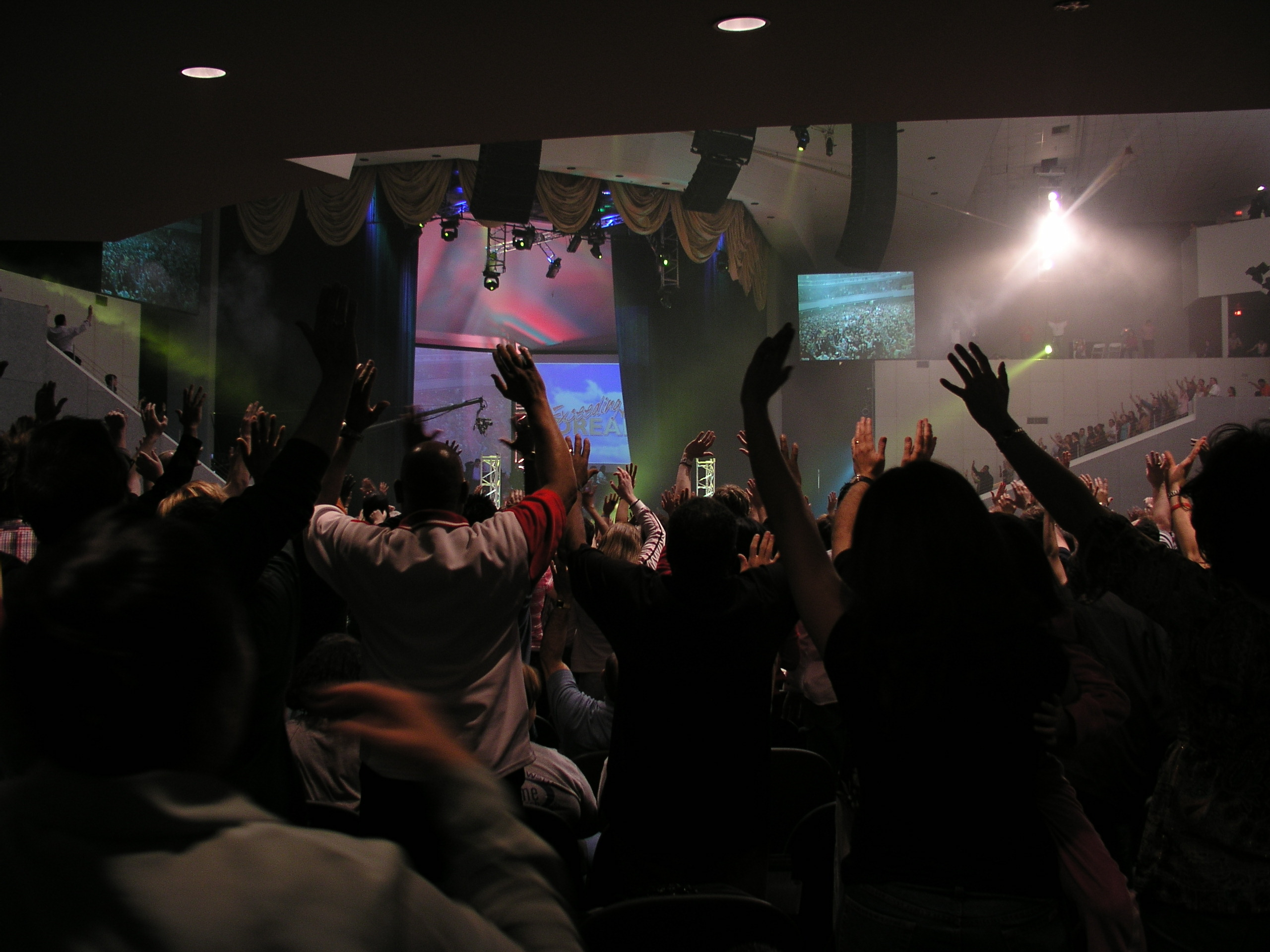
Service à Dream City Church à Phoenix, aux États-Unis, affiliée aux Assemblées de Dieu, en 2007.

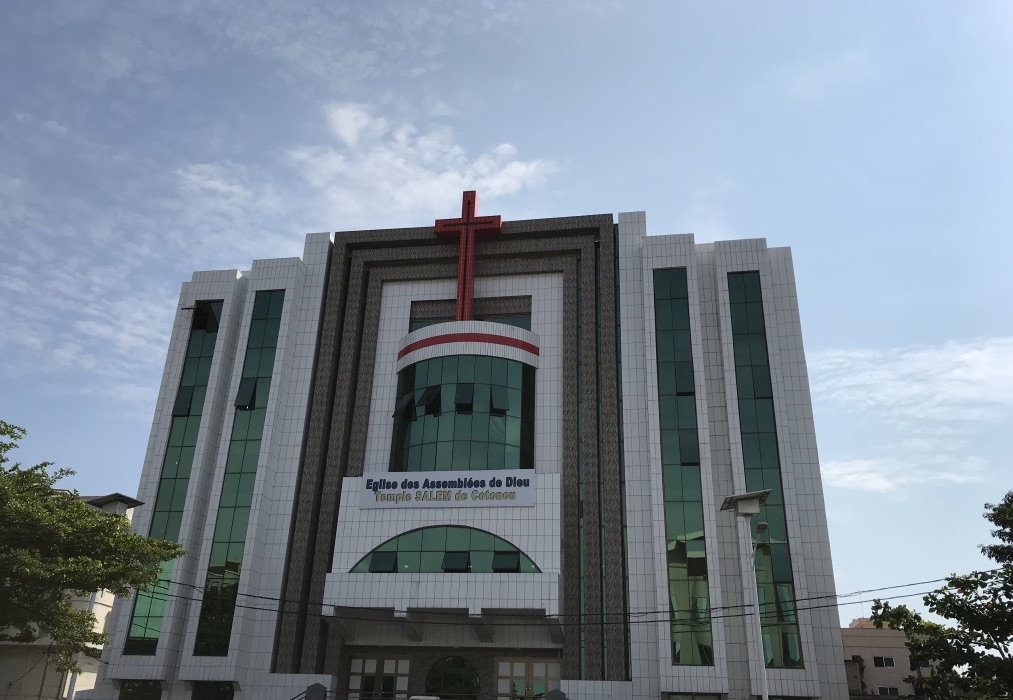
Temple Salem de Cotonou, au Bénin, affilié aux Assemblées de Dieu.

L’association d’églises a une confession de foi pentecôtiste et une théologie évangélique . Ses croyances sont énoncées dans la Déclaration de vérités fondamentales des Assemblées de Dieu adoptée par les Assemblées de Dieu des États-Unis en 1916,. Selon cette déclaration, les pentecôtistes reprennent la pensée protestante évangélique baptiste du congrégationalisme (autonomie stricte des églises locales dans la communion fraternelle, ce qui n'empêche en rien les affiliations sous forme de "conseils", "associations" et "fédérations") et du crédobaptisme (baptême du croyant sur profession de foi personnelle et libre, pour les personnes mâtures, à savoir des adultes ou des adolescents).

### Ministère féminin
Les Assemblées de Dieu des États-Unis autorisent officiellement le ministère des femmes depuis 1927  .

## Critiques
En 1916, le pasteur américain F. F. Bosworth, membre fondateur de l’organisation, a reproché à la Déclaration de vérités fondamentales des Assemblées de Dieu sa position excessive sur la glossolalie comme « signe initial » obligatoire du baptême du Saint-Esprit et l’a quitté en 1918. Lors de la révision de la déclaration 1918, l’énoncé de croyance a été nuancé par les dirigeants pour être compris comme un « signe physique initial » du baptême du Saint-Esprit.